# Robert Taft
Robert Alphonso Taft (Cincinnati, 8 september 1889 – New York, 31 juli 1953) was een Amerikaanse Republikeinse senator voor de staat Ohio.

## Familie
Robert Taft was de kleinzoon van voormalig minister van Defensie Alphonso Taft en de zoon van de Amerikaanse president William Howard Taft. Hij werd geboren in Cincinnati en studeerde rechten aan  Yale en Harvard. In 1914 trouwde hij met Martha Wheaton Bowers, met wie hij vier kinderen kreeg. Zijn zoon Robert Taft, Jr. had ook zitting in de Senaat. Bob Taft, een kleinzoon van Taft is een voormalig gouverneur van Ohio.

## Carrière
Na zijn studie begon Taft te werken bij een advocatenkantoor te Cincinnati. Afgekeurd voor het Amerikaans leger kwam hij na de Eerste Wereldoorlog terecht in Parijs, waar hij kwam te werken voor het Amerikaanse voedselhulpprogramma. In 1919 keerde hij terug naar Ohio waar hij weer advocaat werd. Hij werd verkozen tot Ohio Huis van Afgevaardigden in 1926, en werd verkozen tot de Ohio Senaat in 1930. In 1938 zou hij tot de Amerikaanse Senaat gekozen worden, waar hij samen met conservatieve Democraten oppositie voerde tegen de New Deal van Roosevelt. Taft beweerde dat de New Deal 'socialistisch' was, en sprak zich uit tegen het Amerikaanse begrotingstekort, de landbouwsubsidies en bureaucratie. Toch was hij voorstander van sociale zekerheid, maar niet zo ver dat er op federaal niveau een basisverzekering voor iedereen zou komen. Taft zou ook in de periode 1939-1941 bepleiter zijn van de Amerikaanse neutraliteit, om zich niet te mengen met de Europese aangelegenheden. Hij was dan ook tegen de dienstplicht, maar na de Japanse aanval op Pearl Harbor steunde hij de Amerikaanse oorlogsmaatregelen.
Taft zou in 1940 een gooi doen naar het Republikeinse presidentskandidaatschap, maar hij verloor de voorverkiezingen van Wendell Willkie. In 1944 en 1950 zou hij herkozen worden als senator. Ook na de Tweede Wereldoorlog zou Taft vasthouden aan zijn isolationistische standpunten. Hij vond de NAVO onnodig en zag weinig gevaar komen van Stalin en de Sovjet-Unie. In 1948 en 1952 volgden nog twee pogingen voor de Republikeins nominatie voor het presidentschap, maar verloor deze keren van Thomas E. Dewey en Dwight Eisenhower. 
In 1953 zou Taft nog aanvoerder worden van de Republikeinen in de Senaat. Later dat jaar stierf hij aan de gevolgen van kanker op 63-jarige leeftijd.
- Bibsys: 6093020
- Biblioteca Nacional de España: XX1449366
- Bibliothèque nationale de France: cb155159389 (data)
- Gemeinsame Normdatei: 11880118X
- International Standard Name Identifier: 0000 0001 2276 6371
- Library of Congress Control Number: n83125299
- National Archives and Records Administration: 10568281
- Nationale Bibliotheek van Tsjechië: vse2010584954
- Nationale Bibliotheek van Israël: 987007268755105171
- Nederlandse Thesaurus van Auteursnamen: 071334505
- SNAC: w6707zr3
- Système universitaire de documentation: 068994621
- Trove: 1161064
- Biographical Directory of the United States Congress: T000009
- Virtual International Authority File: 13103857
- WorldCat: E39PBJkXx7RRTXKygtBfjW7vHC